# Општина Фауреј (Њамц)
Фауреј (рум. Fãurei) општина је у Румунији у округу Њамц.
Oпштина се налази на надморској висини од 356 m.